# Стефан Айрапетян
Стефан Айрапетян (нар. 24 грудня 1997), відомий просто як Стефан, — естонський співак та автор пісень вірменського походження. Представник Естонії на Пісенному конкурсі Євробачення 2022 з піснею «Hope».

## Біографія
Стефан Айрапетян народився 24 грудня 1997 року в естонському місті Вільянді у вірменській родині. Стефан має рідну сестру, яку звати Стефанія. Займатися музикою співак почав ще в ранньому дитинстві та виграв кілька музичних конкурсів, у тому числі й телевізійних.

## Кар'єра
В Eesti Laul Стефан брав участь чотири рази, проте композиції минулих років — «Laura (Walk with Me)», «Without You» та «By My Side» — не принесли співаку перемогу.
У 2022 році знову став учасником Eesti Laul, який використовується як національний відбір країни на Євробачення. Цього року Стефану вдалося здобути перемогу зі піснею «Hope», після чого співак отримав право представляти Естонію на конкурсі Євробачення 2022, де посів 13 місце у фіналі.

## Стефан та Україна
26 лютого 2022 року Стефан виступив зі своєю піснею «Hope» на Талліннському антивоєнному мітингу — одній з найбільших демонстрацій в сучасній історії Естонії, що була присвяченій підтримці України після повномасштабного вторгнення росії. Деякі рядки пісні отримали новий зміст: «І як би вони не намагалися знищити наші життя, Я знаю, що ми завжди поставатимемо знову»; «Майбутнє все ще в наших руках».